# The Mollusk
The Mollusk è il sesto album in studio del gruppo musicale statunitense Ween, pubblicato nel 1997.

## Tracce
1. I'm Dancing in the Show Tonight – 1:56
2. The Mollusk – 2:37
3. Polka Dot Tail – 3:20
4. I'll Be Your Jonny on the Spot – 2:01
5. Mutilated Lips – 3:49
6. The Blarney Stone – 3:14
7. It's Gonna Be (Alright) – 3:19
8. The Golden Eel – 4:04
9. Cold Blows the Wind – 4:28
10. Pink Eye (On My Leg) (instrumental) – 3:13
11. Waving My Dick in the Wind – 2:12
12. Buckingham Green – 3:19
13. Ocean Man – 2:07
14. She Wanted to Leave (Il brano dura 2:27. Dopo 7 secondi di silenzio, inizia una traccia nascosta: si tratta di un distorto e rallentato reprise del brano "I'm Dancing in the Show Tonight".) – 4:26

## Nella cultura di massa
L'intero album è stato una grande ispirazione per Stephen Hillenburg durante la creazione del cartone animato SpongeBob  e la canzone "Ocean Man" è stata utilizzata nei titoli di coda di SpongeBob - Il film.

## Formazione
- Dean Ween – chitarra, voce
- Gene Ween – voce, chitarra, mandolino (traccia 6)
- Dave Dreiwitz – basso
- Glenn McClelland – tastiera
- Claude Coleman Jr. – batteria, percussioni
- Mean Ween – basso
- Kirk Miller – effetti
- Bill Fowler – chitarra, basso